# Arima buai
Arima buai es un coleóptero de la familia Chrysomelidae.
Fue descrita científicamente por primera vez en 1959 por Havelka.